# Enrico Morello
Enrico Morello (Palermo, 11 gennaio 1977) è un ex calciatore italiano.

## Carriera
Cresciuto nel Parma, esordisce in Serie A nella stagione 1996-1997 con Carlo Ancelotti allenatore.
L'anno successivo passa al Ravenna in Serie B, e già ad ottobre si trasferisce alla Pistoiese dove disputa un campionato di Serie C1 con 21 presenze all'attivo. Rimasto in squadra anche nella stagione successiva, conquista la serie B. Dal 1999 al gennaio 2002 gioca nel Brescello (due anni in Serie C1 e l'ultimo in Serie C2), venendo schierato titolare.
Nel gennaio del 2002 il Brescello,  lo cede alla SPAL, collezionando 22 presenze e una rete. Nel gennaio 2003 viene ceduto alla Reggiana dove disputa due stagioni e mezzo in terza serie, sfiorando la promozione in Serie B.
La stagione successiva arriva alla Sassari Torres sotto la guida di Antonello Cuccureddu, giocando titolare e collezionando 30 presenze e un gol.
Per il 2006-2007 viene ingaggiato dal Messina allenato da Bruno Giordano, disputando 17 partite nella massima serie; la squadra, che arriva all'ultimo posto del campionato retrocedendo, non lo conferma per la stagione successiva. Il giocatore torna così in Serie C1, passando alla Lucchese allenata da Piero Braglia. In quel periodo la società presieduta da Hadj non pagava gli stipendi.
Nel luglio 2008, dopo il fallimento della Lucchese Libertas, si accasa alla Pro Patria, sempre in terza serie. Con la squadra bustocca gioca 2 stagioni disputando  i play-off promozione, perdendoli.
Nel 2011 a causa di un brutto infortunio avuto nella stagione precedente deve rinunciare al professionismo e gioca nel   Monticelli Terme squadra di eccellenza parmense dove nel 2014 finisce la carriera. 
Dopo una pausa durata 9 anni ritorna a giocare con la Virtus Amatori nel campionato UISP di Parma. Sigla subito, al debutto, la rete della vittoria contro il Fraore entrando negli ultimi minuti giocando attaccante.